# 大鱗標燈魚
大鱗標燈魚（学名：Symbolophorus veranyi）为輻鰭魚綱燈籠魚目灯笼鱼科的其中一種。分布於大西洋熱帶至溫帶海域，為深海魚類，棲息深度0-800公尺，體長可達12公分。

## 扩展阅读
維基物種上的相關：大鱗標燈鱼